# Nati il 19 maggio
| Questa pagina contiene informazioni ricavate automaticamente dalle voci biografiche con l'ausilio del template Bio e di un bot. L'aggiornamento è periodico e automatico e ricostruisce completamente la pagina. Se manca una persona in questa lista, sei pregato di non aggiungerla, ma accertati piuttosto che la sua voce biografica contenga il template Bio e che i dati anagrafici siano correttamente compilati. Se il template Bio manca, inseriscilo tu stesso o, in alternativa, metti l'avviso {{tmp\|Bio}} che ne segnala la mancanza. Se i dati riportati sono sbagliati, correggi direttamente la voce biografica; le modifiche saranno visibili in questa lista entro pochi giorni. Per chiarimenti vedi il progetto biografie. La lista contiene solo le 1.088 persone che sono citate nell'enciclopedia e per le quali è stato implementato correttamente il template Bio. Pagina aggiornata al 17 ago 2025. |

## VIII secolo(1)
- 701 - Li Bai, poeta cinese († 762)

## XV secolo(4)
- 1440 - Niccolò Pandolfini, cardinale e vescovo cattolico italiano († 1518)
- 1462 - Baccio d'Agnolo, architetto e scultore italiano († 1543)
- 1469 - Giovanni della Robbia, scultore e ceramista italiano
- 1476 - Elena di Mosca, principessa russa († 1513)

## XVI secolo(6)
- 1505 - Giovan Girolamo de' Rossi, vescovo cattolico e umanista italiano († 1564)
- 1568 - Leonora Dori Galigai, nobildonna italiana († 1617)
- 1569 - Pier Maria Campi, religioso e storico italiano († 1649)
- 1589 - Girolamo Ghilini, storico e presbitero italiano († 1668)
- 1593 - Jacob Jordaens, pittore fiammingo († 1678)
- 1593 - Claude Vignon, pittore, incisore e illustratore francese († 1670)

## XVII secolo(13)
- 1611 - Papa Innocenzo XI, papa, vescovo cattolico e cardinale italiano († 1689)
- 1615 - Giovanni Faustini, librettista e impresario teatrale italiano († 1651)
- 1616 - Johann Jakob Froberger, compositore, clavicembalista e organista tedesco († 1667)
- 1620 - Flaminio Torri, pittore italiano († 1661)
- 1626 - Angelo Maria Ranuzzi, cardinale e arcivescovo cattolico italiano († 1689)
- 1661 - Francesco Andrea Grassi, vescovo cattolico italiano († 1712)
- 1667 - Antonio Banchieri, cardinale italiano († 1733)
- 1669 - Filippo Guglielmo di Brandeburgo-Schwedt, nobile († 1711)
- 1673 - Federico III d'Assia-Homburg, nobile tedesco († 1746)
- 1678 - Francesco Farnese, duca italiano († 1727)
- 1683 - Burkhard Christoph von Münnich, generale russo († 1767)
- 1685 - Neri Maria Corsini, cardinale italiano († 1770)
- 1700 - José de Escandón, politico spagnolo († 1770)

## XVIII secolo(31)
- 1701 - Alvise IV Mocenigo, doge († 1778)
- 1701 - Francesco Maria Preti, architetto italiano († 1774)
- 1704 - Federico Sanvitale, matematico e gesuita italiano († 1761)
- 1719 - Carlotta di Monaco, principessa e religiosa monegasca († 1790)
- 1730 - Matteo Biffi Tolomei, economista e politico italiano († 1808)
- 1730 - Venanzio Lupacchini, medico e letterato italiano († 1775)
- 1732 - Johann Christoph von Wöllner, mistico, presbitero e politico tedesco († 1800)
- 1744 - Carlotta di Meclemburgo-Strelitz, regina britannica († 1818)
- 1744 - Constantine John Phipps, esploratore inglese († 1792)
- 1750 - Francesco Angiolini, traduttore e scrittore italiano († 1788)
- 1752 - Antonio Scarpa, medico, chirurgo e anatomista italiano († 1832)
- 1757 - Christian Friedrich Ludwig, naturalista e medico tedesco († 1823)
- 1759 - Nicola Ratti, archeologo e storico italiano († 1833)
- 1762 - Johann Gottlieb Fichte, filosofo e docente tedesco († 1814)
- 1766 - William Tollemache, Lord Huntingtower, politico scozzese († 1833)
- 1768 - Franz Adolf Prohaska von Guelfenburg, militare austriaco († 1862)
- 1771 - Hendrik George de Perponcher Sedlnitsky, diplomatico e generale olandese († 1856)
- 1771 - Rahel Varnhagen, scrittrice tedesca († 1833)
- 1773 - Arthur Aikin, chimico e geologo britannico († 1854)
- 1775 - Antonín Jan Jungmann, educatore e medico ceco († 1854)
- 1778 - Ruggero Settimo, ammiraglio e politico italiano († 1863)
- 1779 - Pepita Tudó, nobildonna spagnola († 1869)
- 1781 - John Walker, farmacista e inventore inglese († 1859)
- 1782 - Ivan Fëdorovič Paskevič, generale russo († 1856)
- 1786 - Muhammad Said Khan, principe indiano († 1855)
- 1787 - Karl Kirchner, pedagogista e latinista tedesco († 1855)
- 1791 - George Finch-Hatton, X conte di Winchilsea, politico inglese († 1858)
- 1794 - Carlos Miguel FitzJames Stuart, XIV duca d'Alba, nobile spagnolo († 1835)
- 1795 - Johns Hopkins, imprenditore e filantropo statunitense († 1873)
- 1797 - Maria Isabella di Braganza, principessa portoghese († 1818)
- 1800 - Marianna Kainz, soprano austriaca († 1866)

## XIX secolo(155)
- 1805 - Erastus Salisbury Field, pittore statunitense († 1900)
- 1805 - Francesco de Vico, gesuita e astronomo italiano († 1848)
- 1806 - Claude Casimir Gillet, botanico e micologo francese († 1896)
- 1810 - Karl Möring, militare, pubblicista e politico austriaco († 1870)
- 1812 - Charlotte Bertie, nobildonna e scrittrice inglese († 1895)
- 1812 - Edwin Wyndham-Quin, III conte di Dunraven e Mount-Earl, nobile, politico e archeologo irlandese († 1871)
- 1812 - Wilhelm Theodor Gümbel, botanico tedesco († 1858)
- 1813 - Henry Blaze de Bury, scrittore francese († 1888)
- 1815 - Catherine Dickens, scrittrice inglese († 1879)
- 1817 - Francesco Rubini, patriota, politico e avvocato italiano († 1892)
- 1817 - Luigi Sartori, pianista e compositore italiano († 1844)
- 1818 - Frederic John Goldsmid, esploratore britannico († 1908)
- 1819 - Nikolaj Vladimirovič Adlerberg, militare e politico russo († 1892)
- 1819 - Anselmo Guerrieri Gonzaga, avvocato, giornalista e politico italiano († 1879)
- 1819 - Giovan Battista di Crollalanza, storico, genealogista e araldista italiano († 1892)
- 1823 - Thomas William Croke, arcivescovo cattolico irlandese († 1902)
- 1823 - Gabriella Thevenin, religiosa italiana († 1889)
- 1824 - Giovanni Maria d'Alessandro, politico, archeologo e militare italiano († 1910)
- 1824 - William FitzClarence, II conte di Munster, nobile britannico († 1901)
- 1824 - Theodor Hahn, farmacista, medico e scrittore tedesco († 1883)
- 1825 - Emanuele Lodi, notaio e banchiere italiano († 1896)
- 1826 - Richard Henry Budden, alpinista inglese († 1895)
- 1826 - Francesco Sprovieri, giurista e politico italiano († 1900)
- 1827 - Cesare Razzaboni, ingegnere e politico italiano († 1893)
- 1830 - Eugene Beauharnais Cook, compositore di scacchi statunitense († 1915)
- 1832 - Domenico Zainy, ingegnere e politico italiano
- 1836 - Evandro Caravaggio, politico e prefetto italiano († 1913)
- 1837 - Visakham Thirunal, principe indiano († 1885)
- 1839 - Adolphe Alexandre Lesrel, pittore francese († 1929)
- 1839 - Joseph Maria von Radowitz, diplomatico e politico tedesco († 1912)
- 1839 - Emilio Rosetti, ingegnere e matematico italiano († 1908)
- 1840 - Louis-Marie Faudacq, artista francese († 1916)
- 1840 - Vitaliano Poselli, architetto italiano († 1918)
- 1840 - Riccardo Predelli, storico e archivista italiano († 1909)
- 1844 - Gino Cittadella Vigodarzere, nobile, politico e scrittore italiano († 1917)
- 1844 - Horace Farquhar, I conte Farquhar, politico inglese († 1923)
- 1844 - Edmond Perrier, zoologo francese († 1921)
- 1844 - John Edwin Sandys, filologo classico britannico († 1922)
- 1845 - Max Lehmann, educatore e storico tedesco († 1929)
- 1846 - Giovanni Battista Cerletti, ingegnere e enologo italiano († 1906)
- 1847 - Lewis Beaumont, ammiraglio britannico († 1922)
- 1847 - Giuseppe Capruzzi, avvocato e politico italiano († 1912)
- 1847 - Henry Somerset, IX duca di Beaufort, militare e nobile inglese († 1924)
- 1849 - Adrien Lachenal, politico svizzero († 1918)
- 1852 - Blažej Bulla, architetto, drammaturgo e compositore slovacco († 1919)
- 1853 - Knut Agathon Wallenberg, banchiere e politico svedese († 1938)
- 1854 - Camille Cavallier, imprenditore francese († 1926)
- 1856 - Oreste Da Molin, pittore italiano († 1921)
- 1856 - Oreste Giorgi, cardinale e arcivescovo cattolico italiano († 1924)
- 1856 - Max Herz Pascià, architetto e storico dell'arte ungherese († 1919)
- 1857 - John Jacob Abel, biochimico e farmacologo statunitense († 1938)
- 1857 - Charles Brookfield, attore e sceneggiatore inglese († 1913)
- 1858 - Rolando Napoleone Bonaparte, botanico e geografo francese († 1924)
- 1858 - Oscar Frithiof Nordquist, esploratore, geografo e scienziato finlandese († 1925)
- 1859 - Pavel Pavlovič Šuvalov, nobile e ufficiale russo († 1905)
- 1859 - Eugène Py, direttore della fotografia e regista cinematografico francese († 1924)
- 1860 - Vittorio Emanuele Orlando, politico e giurista italiano († 1952)
- 1861 - Nellie Melba, soprano australiano († 1931)
- 1862 - João do Canto e Castro, politico portoghese († 1934)
- 1862 - Gino Loria, matematico italiano († 1954)
- 1863 - Jean Etienne Charles Marcel Ratyé, ammiraglio francese († 1946)
- 1867 - Otto Appel, agronomo e botanico tedesco († 1952)
- 1867 - Ercole Marelli, imprenditore e mecenate italiano († 1922)
- 1868 - John Fillmore Hayford, ingegnere e geodeta statunitense († 1925)
- 1869 - Ante Pavelić, politico croato († 1938)
- 1870 - Victor Beigel, pianista inglese († 1930)
- 1870 - Pompeo Coppini, scultore italiano († 1957)
- 1870 - Albert Fish, serial killer statunitense († 1936)
- 1870 - Reginald Lee, marinaio britannico († 1913)
- 1870 - Nishida Kitarō, filosofo giapponese († 1945)
- 1871 - Pietro Boetto, cardinale e arcivescovo cattolico italiano († 1946)
- 1871 - Walter Russell, artista e filosofo statunitense († 1963)
- 1872 - Pasquale Gioia, vescovo cattolico italiano († 1935)
- 1873 - Costantino Stella, presbitero italiano († 1919)
- 1874 - John Esslemont, britannico († 1925)
- 1875 - Einar Hein, pittore danese († 1931)
- 1876 - Arnaldo Barilli, letterato e storico dell'arte italiano († 1953)
- 1876 - William King Gregory, zoologo statunitense († 1970)
- 1876 - Roberto Paribeni, archeologo, storico e museologo italiano († 1956)
- 1877 - Antonio Dubini, calciatore e dirigente sportivo italiano († 1931)
- 1877 - Avel' Enukidze, politico georgiano († 1937)
- 1877 - Willy Rohr, ufficiale tedesco († 1930)
- 1878 - Giotto Dainelli, geografo e geologo italiano († 1968)
- 1878 - Nikolaj Vasil'evič Nikol'skij, scrittore, etnografo e giornalista russo († 1961)
- 1879 - Nancy Astor, politica statunitense († 1964)
- 1879 - Waldorf Astor, II visconte Astor, politico britannico († 1952)
- 1879 - Fedora di Sassonia-Meiningen, nobile tedesca († 1945)
- 1880 - Max Clarenbach, pittore tedesco († 1952)
- 1880 - Pascual De Rogatis, musicista e compositore italiano († 1980)
- 1880 - Albert Richardson, architetto britannico († 1964)
- 1880 - René Viguier, botanico francese († 1931)
- 1881 - Mustafa Kemal Atatürk, generale e politico turco († 1938)
- 1881 - Riccardo Casalaina, compositore italiano († 1908)
- 1881 - Gennaro Napoli, compositore italiano († 1943)
- 1882 - Gaetano Boschi, neurologo italiano († 1969)
- 1882 - Heinrich Lenczewsky, calciatore e allenatore di calcio austriaco († 1934)
- 1882 - Mohammad Mossadeq, politico iraniano († 1967)
- 1883 - George Cholmondeley, V marchese di Cholmondeley, nobile inglese († 1968)
- 1883 - Walter Henneberger, scacchista svizzero († 1969)
- 1884 - Georgij L'vovič Brusilov, navigatore e esploratore russo († 1914)
- 1884 - David Munson, mezzofondista e siepista statunitense († 1953)
- 1884 - Frithiof Mårtensson, lottatore svedese († 1956)
- 1885 - Paul Bildt, attore tedesco († 1957)
- 1885 - José Maria Cuenco, arcivescovo cattolico filippino († 1972)
- 1885 - Bjørn Rasmussen, calciatore danese († 1962)
- 1886 - Richard Bell-Davies, ammiraglio e aviatore britannico († 1966)
- 1886 - Bernadotte Everly Schmitt, storico statunitense († 1969)
- 1887 - Harry Chamberlin, cavaliere statunitense († 1944)
- 1887 - Ferdinand Guillaume, attore, produttore cinematografico e regista francese († 1977)
- 1887 - Gregorio Marañón, medico, scrittore e filosofo spagnolo († 1960)
- 1888 - Aurelio Natoli Lamantea, politico e giornalista italiano († 1970)
- 1888 - Nikolaj Michajlovič Švernik, politico sovietico († 1970)
- 1889 - Paul Due, calciatore norvegese († 1972)
- 1889 - Henry Richardson, arciere statunitense († 1963)
- 1889 - Carey Wilson, doppiatore, sceneggiatore e produttore cinematografico statunitense († 1962)
- 1890 - Glenn Curtis, allenatore di pallacanestro statunitense († 1958)
- 1890 - Victor Fastre, ciclista su strada belga († 1914)
- 1890 - Ho Chi Minh, rivoluzionario, politico e patriota vietnamita († 1969)
- 1890 - Mário de Sá-Carneiro, poeta e drammaturgo portoghese († 1916)
- 1891 - Oswald Boelcke, aviatore tedesco († 1916)
- 1891 - Władysław Faron, vescovo vetero-cattolico polacco († 1965)
- 1891 - Ottavio Tiby, etnomusicologo e pubblicista italiano († 1955)
- 1892 - Araldo di Crollalanza, giornalista e politico italiano († 1986)
- 1892 - Pops Foster, musicista statunitense († 1969)
- 1892 - Wilhelm Lützow, nuotatore tedesco († 1915)
- 1893 - Giuseppe Aventi, antifascista, saggista e giornalista italiano († 1973)
- 1893 - Ramón Encinas, calciatore e allenatore di calcio spagnolo († 1967)
- 1893 - Fritjof Hillén, calciatore svedese († 1977)
- 1894 - Armando Carito, calciatore italiano († 1917)
- 1894 - Nicolò De Carli, militare e politico italiano († 1937)
- 1894 - Lothar Mendes, regista, sceneggiatore e attore inglese († 1974)
- 1894 - Heinz Ziegler, generale tedesco († 1972)
- 1895 - Otto Binge, militare tedesco († 1982)
- 1895 - Emil Bock, teologo tedesco († 1959)
- 1895 - Ernesto Matozzi, calciatore argentino († 1964)
- 1895 - Charles Sorley, poeta e militare scozzese († 1915)
- 1896 - Jorge Alessandri Rodríguez, imprenditore e politico cileno († 1986)
- 1896 - Michael Balcon, produttore cinematografico inglese († 1977)
- 1896 - Stefan Popiel, calciatore polacco († 1927)
- 1896 - Karl Prusik, alpinista e musicista austriaco († 1961)
- 1896 - Ida Rolf, biochimica e docente statunitense († 1979)
- 1896 - Kerstin Thorborg, contralto e mezzosoprano svedese († 1970)
- 1897 - Pierre Baruzy, francese († 1994)
- 1897 - Ettore Borgetti, calciatore italiano († 1986)
- 1897 - Everett Bradley, multiplista statunitense († 1969)
- 1897 - Enrico Grazi, politico italiano († 1953)
- 1897 - José Laiolo, calciatore argentino
- 1897 - Frank Luke, aviatore e ufficiale statunitense († 1918)
- 1897 - Enrico Mainardi, violoncellista e compositore italiano († 1976)
- 1898 - Julius Evola, filosofo, pittore e poeta italiano († 1974)
- 1898 - Aldo Mairano, imprenditore e dirigente sportivo italiano († 1991)
- 1899 - Pio Ferraris, calciatore italiano († 1957)
- 1900 - Konrad Hirsch, calciatore svedese († 1924)
- 1900 - Gennaro Perrotta, grecista e filologo classico italiano († 1962)
- 1900 - Paul Rouster, calciatore lussemburghese († 1982)

## XX secolo(846)
- 1901 - Otto Ambros, chimico tedesco († 1990)
- 1901 - Arnold Martignoni, hockeista su ghiaccio svizzero († 1984)
- 1901 - Attilio Nani, scultore italiano († 1959)
- 1901 - Renzo Zacchetti, scultore italiano († 1988)
- 1901 - Şehzade Mehmed Abdülaziz, principe ottomano († 1977)
- 1902 - Corrado D'Errico, regista, critico cinematografico e sceneggiatore italiano († 1941)
- 1902 - Gino De Marchi, regista e antifascista italiano († 1938)
- 1902 - Alberto Litta Modignani, militare italiano († 1942)
- 1902 - Otello Martelli, direttore della fotografia italiano († 2000)
- 1902 - Hugo Väli, calciatore estone († 1944)
- 1903 - Antonio Benassi, allenatore di calcio e calciatore italiano († 1959)
- 1903 - Andrée Lafayette, attrice francese († 1989)
- 1903 - Robert Aleksandrovič Majman, regista cinematografico sovietico († 1988)
- 1904 - Nella Maria Bonora, attrice e doppiatrice italiana († 1990)
- 1904 - Daniel Guérin, storico e politico francese († 1988)
- 1904 - Giovanni Battista Melis, politico italiano († 1976)
- 1904 - Sven Thofelt, pentatleta e schermidore svedese († 1993)
- 1904 - Leopoldo Bernardo di Lippe, principe tedesco († 1965)
- 1904 - Şehzade Mehmed Şerafeddin, principe ottomano († 1966)
- 1905 - Maria Helena Bruhn-Friedlander, insegnante tedesca († 1995)
- 1905 - Betty Garde, attrice statunitense († 1989)
- 1905 - Josefa Goldar, attrice spagnola († 1992)
- 1905 - Natalie Kingston, attrice statunitense († 1991)
- 1905 - František Kloz, calciatore e allenatore di calcio cecoslovacco († 1945)
- 1905 - Antonio Lozès, calciatore francese († 1945)
- 1905 - Bruno Persa, attore e doppiatore italiano († 1983)
- 1905 - Šime Poduje, calciatore jugoslavo († 1966)
- 1906 - Bruce Bennett, attore e pesista statunitense († 2007)
- 1906 - Giola Gandini, pittrice italiana († 1941)
- 1906 - Franz Hradetzky, militare tedesco
- 1906 - Eros Lanfranco, partigiano italiano († 1944)
- 1906 - James MacDonald, doppiatore britannico († 1991)
- 1906 - Francesco Pepicelli, militare e partigiano italiano († 1944)
- 1907 - Cesare Augusto Fasanelli, allenatore di calcio e calciatore italiano († 1992)
- 1907 - Giuseppe Morandini, geografo italiano († 1969)
- 1908 - Yvette Cauchois, fisica e chimica francese († 1999)
- 1908 - Þórður Guðmundsson, pallanuotista islandese († 1988)
- 1908 - Audrey Hylton-Foster, politica britannica († 2002)
- 1908 - Virgilio Tramontin, incisore e pittore italiano († 2002)
- 1908 - Percy Williams, velocista canadese († 1982)
- 1909 - Dante Livio Bianco, avvocato e partigiano italiano († 1953)
- 1909 - Guglielmo Martucci, scrittore italiano († 1948)
- 1909 - Nicholas Winton, filantropo britannico († 2015)
- 1910 - Aarne Ervi, architetto finlandese († 1977)
- 1910 - Nathuram Godse, criminale indiano († 1949)
- 1910 - Sion Segre Amar, scrittore italiano († 2003)
- 1910 - Władysław Szczepaniak, calciatore polacco († 1975)
- 1910 - Ion Țuculescu, pittore rumeno († 1962)
- 1911 - József Palotás, lottatore ungherese († 1957)
- 1912 - Alice Franz, attrice e doppiatrice tedesca († 2011)
- 1912 - Kati Horna, fotografa ungherese († 2000)
- 1912 - Krishna Kumarsinhji Bhavsinhji, principe e politico indiano († 1965)
- 1912 - Enzo Merolle, produttore cinematografico italiano († 1977)
- 1912 - Pietro Palazzini, cardinale italiano († 2000)
- 1913 - Franz Keller, psicologo, attivista e scrittore svizzero († 1991)
- 1913 - Neelam Sanjiva Reddy, politico indiano († 1986)
- 1913 - Morrnah Simeona, personalità religiosa statunitense († 1992)
- 1913 - Carlo Vittorio di Wied, nobile albanese († 1973)
- 1914 - Eugen Drăguţescu, pittore romeno († 1992)
- 1914 - Mario Marti, critico letterario italiano († 2015)
- 1914 - Václav Mottl, canoista cecoslovacco († 1982)
- 1914 - Max Perutz, biologo e cristallografo austriaco († 2002)
- 1914 - Beverly Roberts, attrice statunitense († 2009)
- 1914 - Renato Tofani, calciatore e allenatore di calcio italiano
- 1915 - Renée Asherson, attrice britannica († 2014)
- 1916 - Denis Barthel, cantante, militare e imprenditore inglese († 2008)
- 1917 - Osvaldo Civirani, produttore cinematografico, regista e fotografo italiano († 2008)
- 1918 - Clara Auteri, attrice italiana († 2018)
- 1918 - Alberto Bonucci, attore e cabarettista italiano († 1969)
- 1918 - Rafael González Moralejo, vescovo cattolico spagnolo († 2004)
- 1918 - Kalevi Laitinen, ginnasta finlandese († 1997)
- 1918 - Ubaldo Marchioni, presbitero italiano († 1944)
- 1918 - Giancarlo Matteotti, politico italiano († 2006)
- 1919 - Arvid Andersson, sollevatore svedese († 2011)
- 1919 - Georgie Auld, sassofonista e clarinettista canadese († 1990)
- 1919 - Sonny Boswell, cestista statunitense († 1964)
- 1919 - Hermann Eppenhoff, allenatore di calcio e calciatore tedesco († 1992)
- 1919 - Giorgio Fuà, economista italiano († 2000)
- 1919 - Dory Funk, wrestler statunitense († 1973)
- 1919 - Mitja Ribičič, politico jugoslavo († 2013)
- 1919 - Francesco Rossi, calciatore italiano († 2000)
- 1920 - Leo Prieto, allenatore di pallacanestro e dirigente sportivo filippino († 2009)
- 1920 - Riccardo Rauchi, sassofonista, cantante e compositore italiano († 1982)
- 1920 - Zena Rommett, ballerina statunitense († 2010)
- 1920 - Tina Strobos, medico e psichiatra olandese († 2012)
- 1921 - Daniel Gélin, attore francese († 2002)
- 1921 - Karel Kopecký, calciatore cecoslovacco († 1977)
- 1922 - Herbert Burdenski, allenatore di calcio e calciatore tedesco († 2001)
- 1922 - Dora Doll, attrice francese († 2015)
- 1922 - Piero Urati, partigiano italiano († 2011)
- 1922 - Giovanni Venturi, politico italiano († 2015)
- 1923 - Giuseppe Aliprandi, calciatore italiano
- 1923 - Ferdinando Burlando, militare, partigiano e avvocato italiano († 2014)
- 1923 - Alessandro Ghinami, funzionario e politico italiano († 2016)
- 1923 - Tommy Keenan, cestista irlandese († 1981)
- 1923 - Lisa Morpurgo, scrittrice, astrologa e traduttrice italiana († 1998)
- 1923 - Lars-Åke Nilsson, allenatore di pallacanestro e dirigente sportivo svedese († 2020)
- 1923 - Giuliano Ragghianti, calciatore italiano
- 1924 - Naum Borisovič Birman, regista sovietico († 1989)
- 1924 - Franz Eibler, sollevatore austriaco († 2010)
- 1924 - Vernon Ingram, biologo statunitense († 2006)
- 1924 - Sandy Wilson, compositore e paroliere britannico († 2014)
- 1925 - Dominik Kaľata, vescovo cattolico slovacco († 2018)
- 1925 - Francis Gordon Albert Stone, chimico britannico († 2011)
- 1925 - Pol Pot, rivoluzionario e politico cambogiano († 1998)
- 1925 - Malcolm X, attivista e politico statunitense († 1965)
- 1926 - Ronald Ashman, allenatore di calcio e calciatore inglese († 2004)
- 1926 - Isao Okawa, imprenditore giapponese († 2001)
- 1926 - Kriyananda, filosofo, religioso e scrittore rumeno († 2013)
- 1926 - Giovanni Antonio Meloni, medico, microbiologo e virologo italiano († 2001)
- 1926 - Sergio Siglienti, banchiere e economista italiano († 2020)
- 1927 - Sonja Arova, ballerina bulgara († 2001)
- 1927 - Anselmo Citterio, pistard italiano († 2006)
- 1927 - Yūsuf Idrīs, scrittore egiziano († 1991)
- 1927 - Serge Lang, matematico francese († 2005)
- 1927 - Giuseppe Merlino, politico italiano († 1993)
- 1927 - Ludwig Wilding, artista tedesco († 2010)
- 1928 - Américo Bacigalupo, cestista e allenatore di pallacanestro paraguaiano († 1981)
- 1928 - Colin Chapman, ingegnere, pilota automobilistico e imprenditore britannico († 1982)
- 1928 - Ken Coote, calciatore inglese († 2003)
- 1928 - Ana Daniel, poetessa portoghese († 2011)
- 1928 - Dolph Schayes, cestista e allenatore di pallacanestro statunitense († 2015)
- 1928 - Dragutin Zelenović, politico serbo († 2020)
- 1929 - Johnny Alf, pianista, compositore e cantante brasiliano († 2010)
- 1929 - James Bacque, scrittore e editore canadese († 2019)
- 1929 - Sylvia Cheeseman, ex velocista britannica
- 1929 - Shay Gibbons, calciatore irlandese († 2006)
- 1929 - Renato Valenti, calciatore italiano († 2019)
- 1929 - Luigi Vignato, scrittore, fotografo e esploratore italiano († 2021)
- 1929 - Johnny Wright, pugile britannico († 2001)
- 1930 - Alexander Allerson, attore cinematografico tedesco
- 1930 - Mario Birardi, politico italiano († 2022)
- 1930 - Leonid Vladimirovič Charitonov, attore sovietico († 1987)
- 1930 - Antonio Cifariello, attore italiano († 1968)
- 1930 - Lorraine Hansberry, scrittrice e drammaturga statunitense († 1965)
- 1930 - Rudolf Emil Kálmán, ingegnere e matematico statunitense († 2016)
- 1930 - Jean-Louis de Rambures, giornalista, scrittore e traduttore francese († 2006)
- 1930 - Piero Schlesinger, giurista e banchiere italiano († 2020)
- 1931 - Bob Anderson, pilota motociclistico e pilota automobilistico britannico († 1967)
- 1931 - Luciano De Genova, sollevatore italiano († 2019)
- 1931 - Massimo Fagioli, psichiatra e psicoterapeuta italiano († 2017)
- 1931 - Tomislav Franjković, pallanuotista jugoslavo († 2010)
- 1931 - Morna Hooker, teologa e predicatrice britannica
- 1931 - Trevor Peacock, attore britannico († 2021)
- 1931 - Alfred Schmidt, filosofo e sociologo tedesco († 2012)
- 1932 - Alma Cogan, cantante britannica († 1966)
- 1932 - Paul Erdman, scrittore statunitense († 2007)
- 1932 - Bill Fitch, allenatore di pallacanestro e dirigente sportivo statunitense († 2022)
- 1932 - Raoul Giraudo, calciatore francese († 1995)
- 1932 - Elena Poniatowska, scrittrice e giornalista messicana
- 1932 - Amaury de Almeida Nóbrega, ex calciatore brasiliano
- 1933 - Edward De Bono, saggista e psicologo maltese († 2021)
- 1933 - Antón García Abril, compositore spagnolo († 2021)
- 1933 - Silvana Lazzarino, ex tennista italiana
- 1933 - Sérgio Paranhos Fleury, ufficiale brasiliano († 1979)
- 1933 - Clem Sacco, cantautore italiano († 2024)
- 1934 - Janine Connes, astronoma francese († 2024)
- 1934 - Wilson Jones, calciatore spagnolo († 2021)
- 1934 - Isa Tutino Vercelloni, scrittrice e giornalista italiana
- 1935 - Giuseppe Caminiti, politico e medico italiano († 2025)
- 1935 - Franco Denoth, informatico italiano († 2006)
- 1935 - Fritz Rudolf Fries, scrittore e traduttore tedesco († 2014)
- 1935 - David Hartman, giornalista statunitense
- 1935 - Cecil McBee, contrabbassista statunitense
- 1935 - Gian Franco Venè, giornalista e saggista italiano († 1992)
- 1935 - Michael Wisher, attore britannico († 1995)
- 1936 - Ludivina Guzmán, ex cestista messicana
- 1936 - Leopolda Predaroli, ex schermitrice italiana
- 1936 - Sissy Schwarz, ex pattinatrice artistica su ghiaccio austriaca
- 1936 - Francesco Veròla, fumettista e pittore italiano
- 1937 - Ali Hamroyev, regista uzbeko
- 1937 - Dino Madaudo, politico italiano
- 1937 - Alfonso Morales, ex schermidore statunitense
- 1937 - Vittorio Prodi, politico e fisico italiano († 2023)
- 1937 - Pat Roach, attore cinematografico e wrestler britannico († 2004)
- 1937 - Joan Rosazza, ex nuotatrice statunitense
- 1938 - James Bilbray, politico statunitense († 2021)
- 1938 - Domenico Cianfriglia, attore e stuntman italiano († 2020)
- 1938 - Herbie Flowers, bassista e compositore britannico († 2024)
- 1938 - Massimo Ghiotti, scultore italiano († 2023)
- 1938 - Girish Karnad, attore, regista e sceneggiatore indiano († 2019)
- 1938 - Marinella, cantante e attrice greca
- 1938 - Bryan Marshall, attore britannico († 2019)
- 1938 - Anthony Spilotro, mafioso statunitense († 1986)
- 1938 - Igor' Ter-Ovanesjan, ex lunghista sovietico
- 1939 - Mariano Agate, mafioso italiano († 2013)
- 1939 - Livio Berruti, ex velocista italiano
- 1939 - Sonny Fortune, flautista e sassofonista statunitense († 2018)
- 1939 - James Fox, attore britannico
- 1939 - Vladimir Gorjaev, ex triplista sovietico
- 1939 - Nancy Kwan, attrice cinese
- 1939 - Jānis Lūsis, giavellottista sovietico († 2020)
- 1939 - Balu Mahendra, direttore della fotografia, regista e sceneggiatore indiano († 2014)
- 1939 - Dick Scobee, astronauta statunitense († 1986)
- 1939 - John Sheahan, musicista e polistrumentista irlandese
- 1939 - Antônio dos Santos Nascimento, allenatore di calcio e calciatore brasiliano († 2018)
- 1940 - Franco Bastelli, cantante italiano
- 1940 - Frans Bouwmeester, ex calciatore olandese
- 1940 - John Louis Esposito, islamista statunitense
- 1940 - Carlos Diegues, regista, sceneggiatore e produttore cinematografico brasiliano († 2025)
- 1940 - Jan Janssen, ex ciclista su strada e pistard olandese
- 1940 - Jack McClelland, calciatore nordirlandese († 1976)
- 1940 - Jim McManus, attore britannico († 2023)
- 1940 - Andreas Morisbak, allenatore di calcio, dirigente sportivo e ex calciatore norvegese
- 1940 - Mickey Newbury, cantautore statunitense († 2002)
- 1940 - René Stadler, ex bobbista svizzero
- 1940 - Luís Carlos Vinhas, pianista e compositore brasiliano († 2001)
- 1941 - Fernando Azevedo, ex calciatore brasiliano
- 1941 - Ritt Bjerregaard, politica danese († 2023)
- 1941 - Nora Ephron, regista, produttrice cinematografica e sceneggiatrice statunitense († 2012)
- 1941 - James Hoffa, avvocato e sindacalista statunitense
- 1941 - Furio Jesi, storico, critico letterario e saggista italiano († 1980)
- 1941 - Antonio Paiola, attore e doppiatore italiano
- 1941 - Roberto Pinza, politico italiano
- 1941 - Rino Sudano, attore teatrale, regista e drammaturgo italiano († 2005)
- 1942 - Giorgio De Rienzo, critico letterario, scrittore e linguista italiano († 2011)
- 1942 - Frank Froehling, tennista statunitense († 2020)
- 1942 - Alberto Hazan, imprenditore italiano
- 1942 - Gary Kildall, informatico statunitense († 1994)
- 1942 - Gianluigi Maggioni, calciatore italiano († 2024)
- 1942 - Curly Neal, cestista e attore statunitense († 2020)
- 1942 - Carla Zampatti, stilista e imprenditrice italiana († 2021)
- 1943 - Marisol Ayuso, attrice spagnola
- 1943 - Michele Cordaro, storico dell'arte, critico d'arte e saggista italiano († 2000)
- 1943 - Pedro Gonzáles, ex calciatore peruviano
- 1943 - Eddie May, allenatore di calcio e calciatore inglese († 2012)
- 1943 - Helen Quinn, fisica australiana
- 1943 - Mykola Sušak, cestista sovietico († 2014)
- 1944 - Serpil Tamur, attrice e regista turca
- 1944 - Ronald Lopatni, pallanuotista jugoslavo († 2022)
- 1944 - Peter Mayhew, attore britannico († 2019)
- 1944 - Frank Pellegrino, attore statunitense († 2017)
- 1944 - Jaan Talts, ex sollevatore sovietico
- 1944 - Karin Wallgren-Lundgren, ex velocista svedese
- 1945 - Huda Akil, neuroscienziata siriana
- 1945 - Bruce Allen, manager e imprenditore canadese
- 1945 - Pete Townshend, chitarrista, compositore e cantante britannico
- 1945 - Aleksandr Leonidovič Zajcev, ingegnere, astronomo e autore televisivo russo († 2021)
- 1946 - Rosemary Altea, scrittrice britannica
- 1946 - André the Giant, wrestler e attore francese († 1993)
- 1946 - Scott Camil, attivista e militare statunitense
- 1946 - Gianfranco Fantin, cestista italiano († 2001)
- 1946 - Ken Kelly, pittore statunitense († 2022)
- 1946 - Juventino Kestering, vescovo cattolico brasiliano († 2021)
- 1946 - Anselmo Guido Pecorari, arcivescovo cattolico italiano
- 1946 - Michele Placido, attore e regista italiano
- 1946 - John D. Waiheʻe III, politico statunitense
- 1947 - Barry Beyerstein, psicologo canadese († 2007)
- 1947 - Paul Brady, cantautore irlandese
- 1947 - Angelo Caria, politico italiano († 1996)
- 1947 - David Helfgott, pianista australiano
- 1947 - Daniele Menozzi, storico e storico delle religioni italiano
- 1947 - Saverio Sani, indologo e glottologo italiano
- 1948 - John M. Ball, matematico britannico
- 1948 - Jean-Pierre Haigneré, astronauta francese
- 1948 - Bruce Jarchow, attore statunitense
- 1948 - Grace Jones, cantante, attrice e modella giamaicana
- 1948 - Wiktor Paweł Skworc, arcivescovo cattolico polacco
- 1948 - Boet van Dulmen, pilota motociclistico olandese († 2021)
- 1949 - Joe Borg, ex calciatore maltese
- 1949 - François Félix, ex calciatore francese
- 1949 - Ashraf Ghani, politico e economista afghano
- 1949 - Dusty Hill, bassista, tastierista e cantante statunitense († 2021)
- 1949 - Archie Manning, ex giocatore di football americano statunitense
- 1949 - Suzy Hunt, ex modella britannica
- 1949 - Larry Wallis, chitarrista, cantautore e produttore discografico britannico († 2019)
- 1949 - John Wayne Todd, oratore statunitense († 2007)
- 1950 - Aldo Brancacci, filologo classico italiano
- 1950 - Anne Brasseur, politica lussemburghese
- 1950 - Fiorenzo Catalli, archeologo e numismatico italiano
- 1950 - Leslie Denniston, attrice e cantante statunitense
- 1950 - Norain Bolkiah, principessa bruneiana
- 1950 - Tadeusz Ślusarski, astista polacco († 1998)
- 1950 - Austin Stevens, erpetologo, fotografo e avventuriero sudafricano
- 1950 - Marco Taradash, giornalista e politico italiano
- 1950 - George Leo Thomas, arcivescovo cattolico statunitense
- 1950 - Mike Wedgwood, bassista britannico
- 1950 - Eurilla del Bono, attrice italiana
- 1951 - Luigi Benedetti, ex velocista italiano
- 1951 - Karl Brunner, ex slittinista italiano
- 1951 - Salvatore Carrubba, giornalista e scrittore italiano
- 1951 - Victoria Chaplin, attrice statunitense
- 1951 - Robert Harper, attore statunitense († 2020)
- 1951 - Dianne Holum, ex pattinatrice di velocità su ghiaccio statunitense
- 1951 - Vytautas Kernagis, cantautore, attore e conduttore televisivo lituano († 2008)
- 1951 - Joey Ramone, cantante statunitense († 2001)
- 1951 - Dick Slater, wrestler statunitense († 2018)
- 1952 - Cosimo Antonio Calabrò, politico italiano
- 1952 - Viorica Ciocan, ex cestista e allenatrice di pallacanestro rumena
- 1952 - Erik Fish, ex nuotatore canadese
- 1952 - Patrick Hoogmartens, vescovo cattolico belga
- 1952 - Cristóbal López Romero, cardinale e arcivescovo cattolico spagnolo
- 1952 - Bert van Marwijk, allenatore di calcio e ex calciatore olandese
- 1952 - Max Meazza, cantautore e compositore italiano
- 1952 - Salman Sharida, allenatore di calcio e ex calciatore bahreinita
- 1952 - Charlie Spedding, ex maratoneta e mezzofondista britannico
- 1953 - Franco Borghetto, politico italiano
- 1953 - Šavarš Karapetyan, nuotatore armeno
- 1953 - Elena Matous, ex sciatrice alpina italiana
- 1953 - Oliver Purnell, allenatore di pallacanestro statunitense
- 1953 - Albert Pyun, regista statunitense († 2022)
- 1953 - Victoria Wood, comica, attrice e cantante britannica († 2016)
- 1953 - Alberto Zeppieri, produttore discografico italiano
- 1954 - Ian Britton, allenatore di calcio e calciatore scozzese († 2016)
- 1954 - Paul Patrick Chomnycky, vescovo cattolico canadese
- 1954 - Butch Feher, ex cestista statunitense
- 1954 - Hōchū Ōtsuka, doppiatore giapponese
- 1954 - Helena Reichová, ex cestista cecoslovacca
- 1954 - Phil Rudd, batterista australiano
- 1954 - Jill Schwikert, ex tennista statunitense
- 1954 - Joy Schwikert, ex tennista statunitense
- 1955 - Craig Edwards, ex tennista statunitense
- 1955 - James Gosling, informatico e blogger canadese
- 1955 - Susan Holloway, ex canoista e ex fondista canadese
- 1955 - Calvin Roberts, cestista statunitense
- 1955 - Pierre Thuot, ex astronauta statunitense
- 1956 - José Ramón Alexanko, dirigente sportivo, allenatore di calcio e ex calciatore spagnolo
- 1956 - Aleksandr Beglov, politico russo
- 1956 - Ramona Dell'Abate, conduttrice televisiva italiana
- 1956 - Jan Fiala, allenatore di calcio e ex calciatore cecoslovacco
- 1956 - Steven Ford, attore statunitense
- 1956 - Elio Franzini, filosofo italiano
- 1956 - Rachid Harkouk, ex calciatore algerino
- 1956 - Vencislav Ink'ov, scacchista bulgaro
- 1956 - Hellmut Krug, ex arbitro di calcio tedesco
- 1956 - Jayme Monjardim, regista brasiliano
- 1956 - Tom Sito, animatore statunitense
- 1956 - Jack Thompson, ex giocatore di football americano samoano americano
- 1956 - Martyn Ware, musicista, cantante e produttore discografico britannico
- 1957 - Philippe Collas, scrittore e sceneggiatore francese
- 1957 - Giorgio D'Ambrosio, politico italiano
- 1957 - Vittorio Grilli, economista, dirigente pubblico e politico italiano
- 1957 - Bill Laimbeer, ex cestista e allenatore di pallacanestro statunitense
- 1957 - James Reyne, cantautore australiano
- 1957 - Henk Wisman, allenatore di calcio e ex calciatore olandese
- 1958 - Jenny Durkan, politica e avvocato statunitense
- 1958 - Idolina Landolfi, scrittrice, traduttrice e critica letteraria italiana († 2008)
- 1958 - Sjur Loen, ex giocatore di curling norvegese
- 1958 - Dieter Reiter, politico tedesco
- 1959 - Geni Barnola, ex cestista spagnola
- 1959 - Nicole Brown Simpson, tedesca († 1994)
- 1959 - Paul Cayard, velista statunitense
- 1959 - Ed Decter, sceneggiatore e regista statunitense
- 1959 - Sergio Alfredo Fenoy, arcivescovo cattolico argentino
- 1959 - Sergej Lovačëv, ex velocista sovietico
- 1959 - Wolfgang Popp, ex tennista tedesco
- 1959 - Massimo Recchioni, scrittore italiano
- 1959 - Mūza Rubackytė, pianista lituana
- 1959 - Michiru Shimada, sceneggiatrice giapponese († 2017)
- 1960 - Mark Ashton, attivista e politico britannico († 1987)
- 1960 - Rafael Durán, ex giocatore di calcio a 5 spagnolo
- 1960 - Daniel Glattauer, giornalista e scrittore austriaco
- 1960 - Alex Jacobowitz, musicista statunitense
- 1960 - Andreas Kipar, architetto del paesaggio e architetto tedesco
- 1960 - Giuseppe Marozzi, ex calciatore italiano
- 1960 - Barbara Masi, giocatrice di squash italiana
- 1960 - Giuseppe Tarantini, politico e medico italiano
- 1960 - Yazz, cantante britannica
- 1961 - Peter Gutteridge, musicista neozelandese († 2014)
- 1961 - Firdaus Kabirov, pilota di rally russo
- 1961 - Vittorio Malingri, navigatore, marinaio e progettista italiano
- 1961 - Gregory Poirier, sceneggiatore e regista statunitense
- 1961 - Fiorenzo Tassinari, sassofonista e compositore italiano
- 1961 - Bruno Torrisi, attore italiano
- 1962 - Boz Boorer, chitarrista e produttore discografico britannico
- 1962 - Ulrich Borowka, allenatore di calcio e ex calciatore tedesco
- 1962 - Maitena Burundarena, illustratrice e fumettista argentina
- 1962 - Jonathan Dee, scrittore statunitense
- 1962 - Paulo César Gusmão, allenatore di calcio e ex calciatore brasiliano
- 1962 - Andreas Hofer, attore e doppiatore tedesco
- 1962 - Frances Ondiviela, modella e attrice spagnola
- 1962 - Ron Solt, ex giocatore di football americano statunitense
- 1962 - Richard Lawrence Taylor, matematico inglese
- 1962 - Marcos Witt, cantante, compositore e pastore protestante statunitense
- 1962 - Davide Zannoni, ex calciatore italiano
- 1962 - Jan Ziemianin, ex biatleta polacco
- 1963 - Reema Abdo, ex nuotatrice canadese
- 1963 - Andrea Amati, compositore, arrangiatore e editore italiano
- 1963 - Nicodème Anani Barrigah-Benissan, arcivescovo cattolico togolese († 2024)
- 1963 - Michele Di Tolve, vescovo cattolico italiano
- 1963 - Filippo Galli, allenatore di calcio, dirigente sportivo e ex calciatore italiano
- 1963 - Kevin Kenner, pianista statunitense
- 1963 - Pilín León, modella venezuelana
- 1963 - Rune Pedersen, ex arbitro di calcio norvegese
- 1963 - Heinz Weixelbraun, attore austriaco
- 1963 - Günter M. Ziegler, matematico tedesco
- 1964 - Antonino Barraco, allenatore di calcio e ex calciatore italiano
- 1964 - Marco De Pasquale, ex velocista italiano
- 1964 - Dale Ervine, ex calciatore e ex giocatore di calcio a 5 statunitense
- 1964 - Berel Lazar, rabbino e mistico italiano
- 1964 - Miloslav Mečíř, ex tennista e allenatore di tennis cecoslovacco
- 1964 - Dennis Mizzi, ex calciatore maltese
- 1964 - Gitanas Nausėda, economista e politico lituano
- 1964 - Lawrence Ng, attore cinese
- 1964 - Samuel Okwaraji, calciatore nigeriano († 1989)
- 1964 - Enrico Saraceni, velocista italiano
- 1964 - Sean Whalen, attore statunitense
- 1965 - Cecilia Bolocco, modella cilena
- 1965 - Maile Flanagan, attrice e doppiatrice statunitense
- 1965 - Giovanni d'Orléans, nobile francese
- 1965 - Domenico Matera, politico italiano
- 1965 - Michael Smith, ex cestista statunitense
- 1966 - Franco Manzato, politico italiano
- 1966 - Jeff Moe, ex cestista statunitense
- 1966 - Debora Paglieri, imprenditrice italiana
- 1966 - Jodi Picoult, scrittrice e fumettista statunitense
- 1966 - Erkan Sözeri, allenatore di calcio e ex calciatore turco
- 1966 - Polly Walker, attrice britannica
- 1967 - Alexia, cantante e compositrice italiana
- 1967 - Michiel Bartman, ex canottiere olandese
- 1967 - John Friesz, ex giocatore di football americano statunitense
- 1967 - Ahmed Ressam, terrorista algerino
- 1967 - Morten Tyldum, regista norvegese
- 1967 - Andrej Voronkov, allenatore di pallavolo e ex pallavolista russo
- 1968 - Kyle Eastwood, bassista e attore statunitense
- 1968 - Anna Maria Fallucchi, politica italiana
- 1968 - Maurice Muhatia Makumba, arcivescovo cattolico keniota
- 1968 - Theo de Raadt, informatico canadese
- 1968 - Kazuhiro Takao, pilota motociclistico giapponese
- 1969 - Davide Bianchi, ex cestista e allenatore di pallacanestro italiano
- 1969 - Tesfaye Dadi, ex maratoneta etiope
- 1969 - Danilo Del Cadia, ex cestista italiano
- 1969 - Richard Dumas, ex cestista statunitense
- 1969 - Alfonso Greco, allenatore di calcio e ex calciatore italiano
- 1969 - Federica Guidi, imprenditrice e politica italiana
- 1969 - Alessandro Naccarato, politico italiano
- 1969 - Pasquale Perna, ex pugile italiano
- 1969 - Teresa Ribera Rodríguez, giurista e politica spagnola
- 1969 - Claudio Todesco, giornalista italiano
- 1969 - Thomas Vinterberg, regista e sceneggiatore danese
- 1969 - David Wharton, ex nuotatore statunitense
- 1970 - Miguel Ángel Benítez, ex calciatore paraguaiano
- 1970 - Stuart Cable, batterista e personaggio televisivo britannico († 2010)
- 1970 - Daniela Colceag, ex cestista rumena
- 1970 - Alison Elliott, attrice statunitense
- 1970 - Ali Günçar, allenatore di calcio e ex calciatore turco
- 1970 - Michele Menolascina, ex calciatore italiano
- 1970 - Park Sung-soo, ex arciere sudcoreano
- 1970 - Carlo Troscè, ex calciatore italiano
- 1970 - Merethe Trøan, cantante norvegese
- 1970 - Sally Wheeler, attrice statunitense
- 1971 - Uwem Akpan, scrittore nigeriano
- 1971 - Kremena Balkandžieva, ex cestista bulgara
- 1971 - Psicosis, wrestler messicano
- 1971 - Ilse De Meulemeester, modella belga
- 1971 - Ross Katz, produttore cinematografico, regista e sceneggiatore statunitense
- 1971 - Satoshi Mori, ex combinatista nordico giapponese
- 1971 - Mónica Pulgar, ex cestista spagnola
- 1971 - Norbert Valis, ex cestista e allenatore di pallacanestro svizzero
- 1972 - Jenny Berggren, cantante svedese
- 1972 - Özcan Deniz, cantante, attore e regista turco
- 1972 - Filó, allenatore di calcio e ex calciatore portoghese
- 1972 - David Finch, fumettista canadese
- 1972 - Laura Freddi, showgirl, conduttrice televisiva e cantante italiana
- 1972 - Aleksandr Golubev, ex pattinatore di velocità su ghiaccio russo
- 1972 - Claudia Karvan, attrice australiana
- 1972 - Kris Kohls, batterista statunitense
- 1972 - Rohan Marley, imprenditore e ex giocatore di football americano giamaicano
- 1972 - Daniela Moroșanu, ex cestista rumena
- 1972 - Takahiro Setsumasa, ex cestista giapponese
- 1972 - Jeroen Tel, musicista olandese
- 1973 - Davide Burani, arpista italiano
- 1973 - Luca Cavallo, dirigente sportivo, allenatore di calcio e ex calciatore italiano
- 1973 - Dario Franchitti, ex pilota automobilistico britannico
- 1973 - Andreas Johansson, ex hockeista su ghiaccio svedese
- 1973 - Hugues Obry, ex schermidore francese
- 1973 - Milagros Palma, schermitrice cubana
- 1973 - Alice Roberts, antropologa e docente inglese
- 1974 - Ahmed Benchemsi, giornalista marocchino
- 1974 - Matteo Biffoni, politico italiano
- 1974 - Fabrizio Coppola, cantautore italiano
- 1974 - Geteau Ferdinand, ex calciatore haitiano
- 1974 - Annukka Mallat, ex biatleta finlandese
- 1974 - Cathy Melain, ex cestista e allenatrice di pallacanestro francese
- 1974 - René Müller, allenatore di calcio e ex calciatore tedesco
- 1974 - Vjačeslav Vladimirovič Samodurov, ex ballerino e coreografo russo
- 1974 - Emma Shapplin, cantante e soprano francese
- 1974 - Nawazuddin Siddiqi, attore indiano
- 1974 - Zhang Jin, attore cinese
- 1975 - Masanobu Andō, attore giapponese
- 1975 - Ivan Bacchi, giornalista, conduttore televisivo e attore italiano
- 1975 - Pierre-Emmanuel Bourdeau, ex calciatore francese
- 1975 - Fabien De Waele, ex ciclista su strada e pistard belga
- 1975 - Pretinha, ex calciatrice brasiliana
- 1975 - Davide Falcioni, ex calciatore italiano
- 1975 - London Fletcher, ex giocatore di football americano statunitense
- 1975 - Djibril Kébé, attore senegalese
- 1975 - Giuseppe Perrone, allenatore di calcio e ex calciatore italiano
- 1975 - Sebastián Prieto, allenatore di tennis e ex tennista argentino
- 1975 - Jonas Renkse, cantante, batterista e bassista svedese
- 1975 - Kentarō Sakai, ex calciatore giapponese
- 1975 - Mitsutoshi Shimabukuro, fumettista giapponese
- 1975 - Zhang Ning, giocatrice di badminton cinese
- 1976 - Alfred, fumettista francese
- 1976 - Ed Cota, ex cestista statunitense
- 1976 - Kevin Garnett, ex cestista statunitense
- 1976 - Chad Gibson, ex calciatore australiano
- 1976 - Todor Jančev, ex calciatore bulgaro
- 1976 - Sergej Kruševskij, ex ciclista su strada uzbeko
- 1976 - Carlo Mercati, canoista italiano
- 1976 - James Scudamore, scrittore britannico
- 1976 - Brian Skinner, ex cestista statunitense
- 1976 - Åsa Westlund, politica svedese
- 1977 - Larry Abney, ex cestista e allenatore di pallacanestro statunitense
- 1977 - Ghazi Al Kuwari, ex calciatore bahreinita
- 1977 - Manuel Almunia, ex calciatore spagnolo
- 1977 - Katarina Breznik, ex sciatrice alpina slovena
- 1977 - Claire Carver-Dias, nuotatrice artistica canadese
- 1977 - David Horejš, allenatore di calcio e ex calciatore ceco
- 1977 - Diego Maggi, tastierista, arrangiatore e compositore italiano
- 1977 - Andrea Malabaila, scrittore italiano
- 1977 - Natalia Oreiro, attrice e cantante uruguaiana
- 1977 - Rodrigo Petillo, ex giocatore di calcio a 5 argentino
- 1977 - Fernando Sosa, ballerino uruguaiano
- 1977 - Mariano Trujillo, ex calciatore messicano
- 1978 - Nicolás Arispe, illustratore e scrittore argentino
- 1978 - Koray Avcı, ex calciatore turco
- 1978 - Marcus Bent, ex calciatore inglese
- 1978 - Daniel Betti, ex pugile italiano
- 1978 - Christian Murro, ex ciclista su strada italiano
- 1978 - Paolo Santambrogio, fotografo e regista italiano
- 1978 - Tomáš Sluka, ex giocatore di calcio a 5 ceco
- 1978 - Greg Steube, politico statunitense
- 1978 - Ėduard Tjukin, ex sollevatore russo
- 1978 - Julián Viáfara, ex calciatore colombiano
- 1979 - Tunisiano, rapper francese
- 1979 - Fernando Belasteguín, sportivo argentino
- 1979 - Giulia Bevilacqua, attrice italiana
- 1979 - Janell Burse, ex cestista statunitense
- 1979 - Kyle A. Carrozza, animatore e doppiatore statunitense
- 1979 - César Vinício Cervo de Luca, allenatore di calcio, dirigente sportivo e ex calciatore brasiliano
- 1979 - Caroline Correa, attrice australiana
- 1979 - Diego Forlán, allenatore di calcio e ex calciatore uruguaiano
- 1979 - Bouchra Ghezielle, ex mezzofondista francese
- 1979 - Shooter Jennings, cantautore e produttore discografico statunitense
- 1979 - Islaja, cantautrice e musicista finlandese
- 1979 - Sanoe Lake, modella, surfista e attrice statunitense
- 1979 - Mindaugas Lukauskis, ex cestista lituano
- 1979 - Natallja Marčanka, ex cestista bielorussa
- 1979 - Bérénice Marlohe, attrice e modella francese
- 1979 - Flavio Parenti, attore italiano
- 1979 - Andrea Pirlo, allenatore di calcio e ex calciatore italiano
- 1979 - Gejza Pulen, ex calciatore slovacco
- 1979 - Enea Scala, tenore italiano
- 1979 - Gonzalo Trujillo, attore spagnolo
- 1980 - Mirko Deflorian, ex sciatore alpino italiano
- 1980 - Demet Evgar, attrice turca
- 1980 - Drew Fuller, attore e ex modello statunitense
- 1980 - Dean Heffernan, allenatore di calcio e ex calciatore australiano
- 1980 - Moeneeb Josephs, ex calciatore sudafricano
- 1980 - Abeer Nehme, cantante libanese
- 1980 - Daniel Ngom Kome, ex calciatore camerunese
- 1980 - Ekaterina Sčastlivaja, ex fondista russa
- 1980 - Danish Siddiqui, fotoreporter indiano († 2021)
- 1981 - Luis Anaya, calciatore salvadoregno
- 1981 - Roberto Ayza, ex calciatore brasiliano
- 1981 - Sani Bečirovič, ex cestista, allenatore di pallacanestro e dirigente sportivo sloveno
- 1981 - Bong Tae-gyu, attore sudcoreano
- 1981 - Tiago Calvano, ex calciatore brasiliano
- 1981 - Kiera Cass, scrittrice statunitense
- 1981 - Marco Cellini, allenatore di calcio e ex calciatore italiano
- 1981 - Moussa Coulibaly, ex calciatore maliano
- 1981 - Aksana Drahun, ex velocista bielorussa
- 1981 - Luciano Figueroa, allenatore di calcio e ex calciatore argentino
- 1981 - Yo Gotti, rapper statunitense
- 1981 - Mariusz Mowlik, ex calciatore polacco
- 1981 - Jonas Poher Rasmussen, regista e sceneggiatore danese
- 1981 - Isabella Ragonese, attrice, drammaturga e regista teatrale italiana
- 1981 - Dylan Remick, ex calciatore statunitense
- 1981 - Georges St-Pierre, ex artista marziale misto canadese
- 1981 - Erin Thorn, ex cestista e allenatrice di pallacanestro statunitense
- 1981 - Felix Zwayer, arbitro di calcio tedesco
- 1981 - Klaas-Erik Zwering, nuotatore olandese
- 1982 - Pål Steffen Andresen, calciatore norvegese
- 1982 - Giovanni Baglioni, chitarrista italiano
- 1982 - Alessandra Cappa, ex nuotatrice italiana
- 1982 - Gabriele Del Grande, scrittore, giornalista e regista italiano
- 1982 - J.P. Foschi, giocatore di football americano statunitense
- 1982 - Alan Mannus, ex calciatore canadese
- 1982 - Roberto Merino, ex calciatore peruviano
- 1982 - Mihiro, attrice pornografica, attrice e cantante giapponese
- 1982 - Klaas Vantornout, ex ciclocrossista e ex ciclista su strada belga
- 1982 - Samuel Warren, pilota motociclistico inglese
- 1982 - Hiroki Yamada, ex saltatore con gli sci giapponese
- 1983 - Kyle Patrick Alvarez, regista, sceneggiatore e produttore cinematografico statunitense
- 1983 - Katarina Andersson, ex cestista svedese
- 1983 - Eve Angel, attrice pornografica ungherese
- 1983 - Sjarhej Azaraŭ, scacchista bielorusso
- 1983 - Bebé, ex giocatore di calcio a 5 portoghese
- 1983 - Charlotte Becker, ex ciclista su strada e pistard tedesca
- 1983 - Alexandra Braun Waldeck, modella venezuelana
- 1983 - Michela Coppa, showgirl e ex modella italiana
- 1983 - Aniello Cutolo, dirigente sportivo e ex calciatore italiano
- 1983 - Roberta De Roberto, doppiatrice e direttrice del doppiaggio italiana
- 1983 - Rubén Epitié, ex calciatore spagnolo
- 1983 - Facundo Erpen, ex calciatore argentino
- 1983 - Nicole Fessel, ex fondista tedesca
- 1983 - José Luis Munuera Montero, arbitro di calcio spagnolo
- 1983 - Rhatha Phongam, attrice e cantante thailandese
- 1983 - H. Olliver Twisted, cantante finlandese
- 1983 - Christoph Ullmann, hockeista su ghiaccio tedesco
- 1984 - Jesús Dátolo, ex calciatore argentino
- 1984 - Manuela Gostner, pilota automobilistica italiana
- 1984 - Josua Hoffalt, ballerino francese
- 1984 - Marcedes Lewis, giocatore di football americano statunitense
- 1984 - Emil Răducu, giocatore di calcio a 5 romeno
- 1984 - Janine Tischer, bobbista tedesca
- 1984 - Julius Wobay, ex calciatore sierraleonese
- 1985 - Ivan Baranka, hockeista su ghiaccio slovacco
- 1985 - Aleister Black, wrestler olandese
- 1985 - Bastien Bouillon, attore francese
- 1985 - Chinonye Chukwu, sceneggiatrice, regista e produttrice cinematografica nigeriana
- 1985 - Claire Coggins, ex cestista e allenatrice di pallacanestro statunitense
- 1985 - Ayelet Cohen, ex cestista israeliana
- 1985 - José Güity, calciatore honduregno
- 1985 - Hamed Haddadi, cestista iraniano
- 1985 - Noah Kasule, calciatore ugandese
- 1985 - Jon Kortajarena, supermodello e attore spagnolo
- 1985 - Roy Lewis, giocatore di football americano statunitense
- 1985 - Yavuz Özkan, ex calciatore turco
- 1985 - Erin Phillips, ex cestista e allenatrice di pallacanestro australiana
- 1985 - Christopher Reinhard, calciatore tedesco
- 1985 - Marija Vujović, modella montenegrina
- 1985 - Arve Walde, calciatore norvegese
- 1986 - Eybir Bonaga, calciatore panamense
- 1986 - Paul Byrne, ex calciatore irlandese
- 1986 - Brandon Carr, giocatore di football americano statunitense
- 1986 - Diana Cavallioti, attrice rumena
- 1986 - Mario Chalmers, cestista statunitense
- 1986 - Sergio de Lis, ex ciclista su strada spagnolo
- 1986 - Alessandro De Marchi, ciclista su strada e pistard italiano
- 1986 - Mirco Di Tora, ex nuotatore italiano
- 1986 - Marko Đalović, ex calciatore serbo
- 1986 - Arkaitz Durán, ex ciclista su strada spagnolo
- 1986 - Leandro Guaita, calciatore argentino
- 1986 - Jiří Hudeček, ex ciclista su strada ceco
- 1986 - Eric Lloyd, attore statunitense
- 1986 - Facundo Pieres, giocatore di polo argentino
- 1986 - Boris Rotenberg, ex calciatore russo
- 1986 - Mario Schönenberger, ex calciatore svizzero
- 1986 - Dame Traoré, calciatore francese
- 1987 - Eduardo Archibold, cestista panamense
- 1987 - Maciej Bielecki, pistard polacco
- 1987 - María Blanco, schermitrice venezuelana
- 1987 - Thaine Carter, ex giocatore di football americano canadese
- 1987 - Linzey Cocker, attrice britannica
- 1987 - Maksim Dyldin, velocista russo
- 1987 - David Edgar, allenatore di calcio e ex calciatore canadese
- 1987 - Pif Faye, ex cestista senegalese
- 1987 - Winston George, velocista guyanese
- 1987 - Adis Husidić, ex calciatore bosniaco
- 1987 - Lemuel Jeanpierre, ex giocatore di football americano e allenatore di football americano statunitense
- 1987 - Anatolij Kaširov, ex cestista russo
- 1987 - Alessandro Lambrughi, calciatore italiano
- 1987 - Matthias Morys, ex calciatore tedesco
- 1987 - Lukas Müller, canottiere tedesco
- 1987 - Giuseppe Pappa, astronomo italiano
- 1987 - Waldemar Sobota, ex calciatore polacco
- 1987 - Georgina Stojiljkovic, modella serba
- 1987 - Giordana Torresani, calciatrice italiana
- 1987 - Jayne Wisener, attrice e cantante britannica
- 1988 - Mike Alessi, pilota motociclistico statunitense
- 1988 - Marlon Blue, modello, attore e artista austriaco
- 1988 - Evgenij Baljajkin, ex calciatore russo
- 1988 - Reda El Amrani, ex tennista marocchino
- 1988 - Cameron Hepple, calciatore bahamense
- 1988 - Kenny Kadji, cestista camerunese
- 1988 - Jocelyne Larocque, hockeista su ghiaccio canadese
- 1988 - Lee Hsin-han, tennista taiwanese
- 1988 - Antonija Mišura, ex cestista croata
- 1988 - Cristian Piarrou, allenatore di calcio e ex calciatore argentino
- 1988 - Filip Stojanović, allenatore di calcio e ex calciatore serbo
- 1988 - Santiago Villafañe, calciatore argentino
- 1988 - Juan Villar, ex calciatore spagnolo
- 1988 - Davide Zanotelli, giocatore di curling italiano
- 1989 - Abbie Cat, attrice pornografica ungherese
- 1989 - Clément Desalle, pilota motociclistico belga
- 1989 - Daniel Genov, calciatore bulgaro
- 1989 - Xiao Wen Ju, modella cinese
- 1989 - Dulcita Lieggi, modella dominicana
- 1989 - Vytenis Lipkevičius, cestista lituano
- 1989 - Samuel Mensiro, calciatore ghanese
- 1989 - Kazuki Murakami, tuffatore giapponese
- 1989 - Erline Nolte, bobbista, ex lunghista e ex velocista tedesca
- 1989 - Ädilbek Nïyazımbetov, pugile uzbeko
- 1989 - Tom Phillips, giornalista statunitense
- 1989 - Manuel Poppinger, ex saltatore con gli sci austriaco
- 1989 - Sergej Tkačëv, calciatore russo
- 1990 - Jermall Charlo, pugile statunitense
- 1990 - Jermell Charlo, pugile statunitense
- 1990 - Jacob Egeris, calciatore danese
- 1990 - Rika Hattori, ex pallavolista giapponese
- 1990 - Víctor Ibarbo, calciatore colombiano
- 1990 - John Landsteiner, giocatore di curling statunitense
- 1990 - Simon Moore, calciatore inglese
- 1990 - Thorsten Schick, calciatore austriaco
- 1990 - Immacolata Sirressi, pallavolista italiana
- 1990 - Syoko Tamura, ex pallavolista giapponese
- 1990 - Henrique Luvannor, calciatore brasiliano
- 1991 - Galeffi, cantautore italiano
- 1991 - Martin Dougoud, canoista svizzero
- 1991 - Álvaro Giménez, calciatore spagnolo
- 1991 - Jamahal Hill, artista marziale misto statunitense
- 1991 - Lora Kitipova, pallavolista bulgara
- 1991 - Léo Bahia, calciatore brasiliano
- 1991 - Danielle Macdonald, attrice australiana
- 1991 - Davide Mariani, calciatore svizzero
- 1991 - Germán Pacheco, calciatore argentino
- 1991 - Jordan Pruitt, cantante e compositrice statunitense
- 1991 - Olivier Ragondet, pallavolista francese
- 1991 - Moses Sumney, cantautore, musicista e attore statunitense
- 1992 - Nikola Boranijašević, calciatore serbo
- 1992 - Michele Camporese, calciatore italiano
- 1992 - Martina Caregaro, tennista italiana
- 1992 - Geoffray Durbant, calciatore francese
- 1992 - Martin Harrer, ex calciatore austriaco
- 1992 - Nicholas Hoag, pallavolista canadese
- 1992 - Ola John, calciatore liberiano
- 1992 - Evgenij Kuznecov, hockeista su ghiaccio russo
- 1992 - Diego López, calciatore argentino
- 1992 - Marshmello, disc jockey, produttore discografico e musicista statunitense
- 1992 - Raul Togni Neto, cestista brasiliano
- 1992 - Kip Sabian, wrestler britannico
- 1992 - Sam Smith, cantautore britannico
- 1992 - Eleanor Tomlinson, attrice britannica
- 1992 - Lorenc Trashi, calciatore albanese
- 1992 - Heather Watson, tennista britannica
- 1992 - Lainey Wilson, cantante statunitense
- 1992 - Mehdi Zeffane, calciatore francese
- 1992 - Lisa-Maria Zeller, ex sciatrice alpina austriaca
- 1993 - Suhail Al-Mansoori, calciatore emiratino
- 1993 - Mahdi Al-Humaidan, calciatore bahreinita
- 1993 - Matheus Alves, calciatore brasiliano
- 1993 - Emil Bergström, calciatore svedese
- 1993 - Jonathan Bond, calciatore inglese
- 1993 - Dominic Demschar, ex sciatore alpino australiano
- 1993 - Adolfo Fernández Díaz, giocatore di calcio a 5 spagnolo
- 1993 - Serkan Göksu, calciatore turco
- 1993 - Connor Hellebuyck, hockeista su ghiaccio statunitense
- 1993 - Mandeep Jangra, pugile indiano
- 1993 - Ryūnosuke Kamiki, attore e doppiatore giapponese
- 1993 - Jason Kubler, tennista australiano
- 1993 - Giannina Lattanzio, calciatrice ecuadoriana
- 1993 - Kōstas Laïfīs, calciatore cipriota
- 1993 - Matúš Macík, calciatore slovacco
- 1993 - Josef Martínez, calciatore venezuelano
- 1993 - Nguyễn Thị Huyền, ostacolista e velocista vietnamita
- 1993 - Andrea Rangel, pallavolista messicana
- 1993 - Garrett Scantling, multiplista statunitense
- 1993 - João Schmidt, calciatore brasiliano
- 1993 - Jarrod Uthoff, cestista statunitense
- 1993 - Sodiq Yusuff, artista marziale misto nigeriano
- 1993 - Walker Zimmerman, calciatore statunitense
- 1994 - Cristian Benavente, calciatore peruviano
- 1994 - Luigi Canotto, calciatore italiano
- 1994 - Gabriela Guimarães, pallavolista brasiliana
- 1994 - Carlos Guzmán, calciatore messicano
- 1994 - Alberto Munárriz, pallanuotista spagnolo
- 1994 - Shōgo Nakahara, calciatore giapponese
- 1994 - Amadou Wonkoye, calciatore nigerino
- 1994 - María Xiao, tennistavolista portoghese
- 1994 - Méba-Mickaël Zézé, velocista francese
- 1995 - Jasir Asani, calciatore albanese
- 1995 - Hovhannes Gabuzjan, scacchista armeno
- 1995 - Yahya Hassan, poeta e politico danese († 2020)
- 1995 - Aleksandar Isaevski, calciatore macedone
- 1995 - Álvaro Jiménez, calciatore spagnolo
- 1995 - Robert Kakeeto, calciatore ugandese
- 1995 - Bruno Henrique Lopes, calciatore brasiliano
- 1995 - Margarita Martínez, pallavolista colombiana
- 1995 - Trent Sieg, giocatore di football americano statunitense
- 1995 - Deajah Stevens, velocista statunitense
- 1995 - Eero Tamminen, calciatore finlandese
- 1995 - Silvana Čauševa, pallavolista bulgara
- 1996 - BlocBoy JB, rapper statunitense
- 1996 - Kevin Bonifazi, calciatore italiano
- 1996 - Chung Hyeon, tennista sudcoreano
- 1996 - Pelle Clement, calciatore olandese
- 1996 - Juanan Entrena, calciatore spagnolo
- 1996 - Aaron Falzon, cestista maltese
- 1996 - Janelle Mae Frayna, scacchista filippina
- 1996 - Evgenij Gidič, ciclista su strada kazako
- 1996 - Sarah Grey, attrice canadese
- 1996 - Brenna Harding, attrice australiana
- 1996 - Cedric Kouadio, calciatore ivoriano
- 1996 - Đorđe Lazić, pallanuotista serbo
- 1996 - Pavlo Luk"jančuk, calciatore ucraino
- 1996 - Sebastian Musiolik, calciatore polacco
- 1996 - Joao Rodríguez, calciatore colombiano
- 1996 - Sebastián Villa, calciatore colombiano
- 1996 - Luca Waldschmidt, calciatore tedesco
- 1996 - Marios Īlia, calciatore cipriota
- 1997 - Lisa Berkani, cestista francese
- 1997 - José Carabalí, calciatore ecuadoriano
- 1997 - Paulien Couckuyt, ostacolista belga
- 1997 - Andrea Domenico Di Liberto, canoista italiano
- 1997 - Maxxine Dupri, wrestler statunitense
- 1997 - Yoann Etienne, calciatore francese
- 1997 - Thomas Frigo, pallavolista italiano
- 1997 - Leon Jensen, calciatore tedesco
- 1997 - Xabier López-Arostegui, cestista spagnolo
- 1997 - Danil Lysenko, altista russo
- 1997 - Katia Ragusa, ciclista su strada e pistard italiana
- 1997 - Víctor Robles, giocatore di baseball dominicano
- 1997 - Felipe Roque, pallavolista brasiliano
- 1997 - Ivano Vendrame, nuotatore italiano
- 1997 - Ramon Rodrigo de Carvalho, calciatore brasiliano
- 1998 - Ben Brown, giocatore di football americano statunitense
- 1998 - Martina Centofanti, ex ginnasta italiana
- 1998 - Aziza Chakir, judoka marocchina
- 1998 - Miullen, calciatore brasiliano
- 1998 - Tim Handwerker, calciatore tedesco
- 1998 - Honoka Hayashi, calciatrice giapponese
- 1998 - Rebeka Koha, sollevatrice lettone
- 1998 - Alex Král, calciatore ceco
- 1998 - Ibrahim Madi, calciatore francese
- 1998 - Abbas Nshimirimana, calciatore burundese
- 1998 - Răzvan Onea, calciatore rumeno
- 1998 - Jordon Riley, giocatore di football americano statunitense
- 1998 - Giacomo Savini, pallamanista italiano
- 1998 - Bathiste Tchouaffé, cestista francese
- 1998 - Sam Webb, giocatore di football americano statunitense
- 1998 - Lucas de Souza Ventura, calciatore brasiliano
- 1999 - Zaven Collins, giocatore di football americano statunitense
- 1999 - Neil Farrugia, calciatore irlandese
- 1999 - Darijo Grujcic, calciatore austriaco
- 1999 - Felix Hörberg, calciatore svedese
- 1999 - Marlon Medranda, calciatore ecuadoriano
- 1999 - Claudiu Micovschi, calciatore rumeno
- 1999 - Kaja Norbye, sciatrice alpina norvegese
- 1999 - Andrea Pinamonti, calciatore italiano
- 1999 - Deepak Punia, lottatore indiano
- 1999 - Sergej Slepov, calciatore russo
- 1999 - Nikolaj Sysuev, calciatore russo
- 1999 - Aleksandr Terent'ev, fondista russo
- 2000 - Nikos Arsenopoulos, cestista greco
- 2000 - Louis Beyer, calciatore tedesco
- 2000 - Léna Brocard, combinatista nordica francese
- 2000 - Sebastián Cocimano, calciatore argentino
- 2000 - Francisco Cáffaro, cestista argentino
- 2000 - Lodovico Deangeli, cestista italiano
- 2000 - Samuel Gueulette, calciatore ruandese
- 2000 - Haret Ortega, calciatore messicano
- 2000 - Milan Savić, calciatore bosniaco
- 2000 - Yuhana Yokoi, pattinatrice artistica su ghiaccio giapponese
- 2000 - Juan Zapata, calciatore colombiano

## XXI secolo(31)
- 2001 - Cooper Beebe, giocatore di football americano statunitense
- 2001 - Vitalij Botnar', calciatore moldavo
- 2001 - Selina Freitag, saltatrice con gli sci tedesca
- 2001 - Han Hyun-min, modello sudcoreano
- 2001 - André Lacximicant, calciatore portoghese
- 2001 - Elizabeth Mandlik, tennista statunitense
- 2001 - Hsieh Kaylin Sin Yan, schermitrice hongkonghese
- 2001 - Agustín Álvarez Martínez, calciatore uruguaiano
- 2002 - Riccardo Calafiori, calciatore italiano
- 2002 - Elias Ellefsen á Skipagøtu, pallamanista faroese
- 2002 - Rafa Marín, calciatore spagnolo
- 2002 - Renan, calciatore brasiliano
- 2003 - Santi Borikó, calciatore equatoguineano
- 2003 - Malo Gusto, calciatore francese
- 2003 - Lance Henderson de La Fuente, scacchista spagnolo
- 2003 - Gino Infantino, calciatore argentino
- 2003 - Emil Nyberg, sciatore alpino svedese
- 2003 - Israel Salazar, calciatore spagnolo
- 2003 - Stiven Shpendi, calciatore albanese
- 2003 - JoJo Siwa, cantante statunitense
- 2003 - Christantus Uche, calciatore nigeriano
- 2003 - Matteo Vannucci, pilota motociclistico italiano
- 2004 - Tomás Guiacobini, calciatore argentino
- 2004 - Luca Klimowicz, calciatore argentino
- 2004 - Emily Newnham, ostacolista e velocista britannica
- 2004 - Dominik Prpić, calciatore croato
- 2004 - Alondra Tapia, pallavolista dominicana
- 2005 - Elis Bishesari, calciatore svedese
- 2006 - Jana Koščak, multiplista, altista e lunghista croata
- 2006 - India Sardjoe, danzatrice olandese
- 2007 - Minja Korhonen, combinatista nordica e saltatrice con gli sci finlandese

## Senza anno specificato(1)
- Camron Lewis, giocatore di football americano statunitense